# أرمين د. ليمان
أرمين د. ليمان (بالألمانية: Armin D. Lehmann)‏ هو ناشط سلام وكاتب ألماني، ولد في 23 مايو 1928 في Waldtrudering ‏ في ألمانيا، وتوفي في 10 أكتوبر 2008 في أوريغون في الولايات المتحدة.